# ألفرد دور
ألفرد دور (بالألمانية: Alfred Dürr)‏ هو عالم موسيقى وملحن ألماني، ولد في 3 مارس 1918 في تشارلوتنبرغ في ألمانيا، وتوفي في 7 أبريل 2011 في غوتينغن في ألمانيا.

## وصلات خارجية
- ألفرد دور على موقع ميوزك برينز (الإنجليزية)